# Karel Hermann-Otavský
Karel Hermann-Otavský, též Karel Herrmann z Otavských, (2. května 1866 Kostelec nad Černými lesy – 4. září 1939 Horní Černošice) byl český právník, profesor obchodního a směnečného práva a první rektor Univerzity Karlovy po vzniku samostatného Československa.

## Život
Gymnaziální studia absolvoval ve Slaném, Písku a v Praze. V roce 1889 promoval sub auspiciis imperatoris (pod záštitou panovníka) na pražské právnické fakultě. Poté absolvoval roční studijní cestu do Berlína a získával praxi v justici. Roku 1892 se v Praze habilitoval v oboru obchodního a směnečného práva, 26. 8. 1897 byl jmenován mimořádným profesorem a roku 1904 řádným profesorem. Kromě členství ve fakultních zkušebních komisích, judiciální a historickoprávní, získal i přes opuštění justiční praxe dále členství ve zkušební komisi vrchního soudu pro soudcovské kandidáty. Byl také v letech 1904–1905 a 1922–1923 děkanem právnické fakulty a v roce 1918 se stal prvním rektorem celé české univerzity v samostatném Československu (zvolen za rektora byl dne 21. června 1918, slavnostní inaugurace proběhla 29. ledna 1919). Dekretem zemské správy národního výboru československého ze 30. prosince 1918 byla jemu, jeho manželce a synům povolena změna příjmení z "Hermann" na "Hermann-Otavský"
Jako děkan právnické fakulty se při druhém funkčním období zasloužil o realizaci Kotěrovy novostavby fakulty a jako rektor rozvíjel zejména mezinárodní spolupráci s německými i francouzskými vysokými školami. Ve své vědecké činnosti projevil široký záběr, nepsal jen o obchodních společnostech, ale také např. o právu cenných papírů, duševním vlastnictví nebo o pojištění, což se odrazilo i v praxi, podílel se na vypracování osnov zákonů o nákladní smlouvě, o autorském právu a proti nekalé soutěži. Od roku 1922 byl předsedou Právnické jednoty, členem Jednoty pro vědy pojistné, pracoval jako redaktor časopisu Právník a napsal také několik hesel do Ottova slovníku naučného. Jakožto uznávaný odborník v oboru obchodního práva se účastnil řady mezinárodních konferencí. Pohřben je na hřbitově v Karlíku.

## Rodina
Oženil se s Idou Příborskou, s níž vychoval dva syny, Karla (* 1905) a Emanuela (* 1911). Jeho manželka byla neteří Leopolda Heyrovského a sestřenicí jeho synů Jaroslava a Leopolda. Jeho vnukem je historik umění Karel Otavský (* 1938).[zdroj?]

## Dílo (výběr)

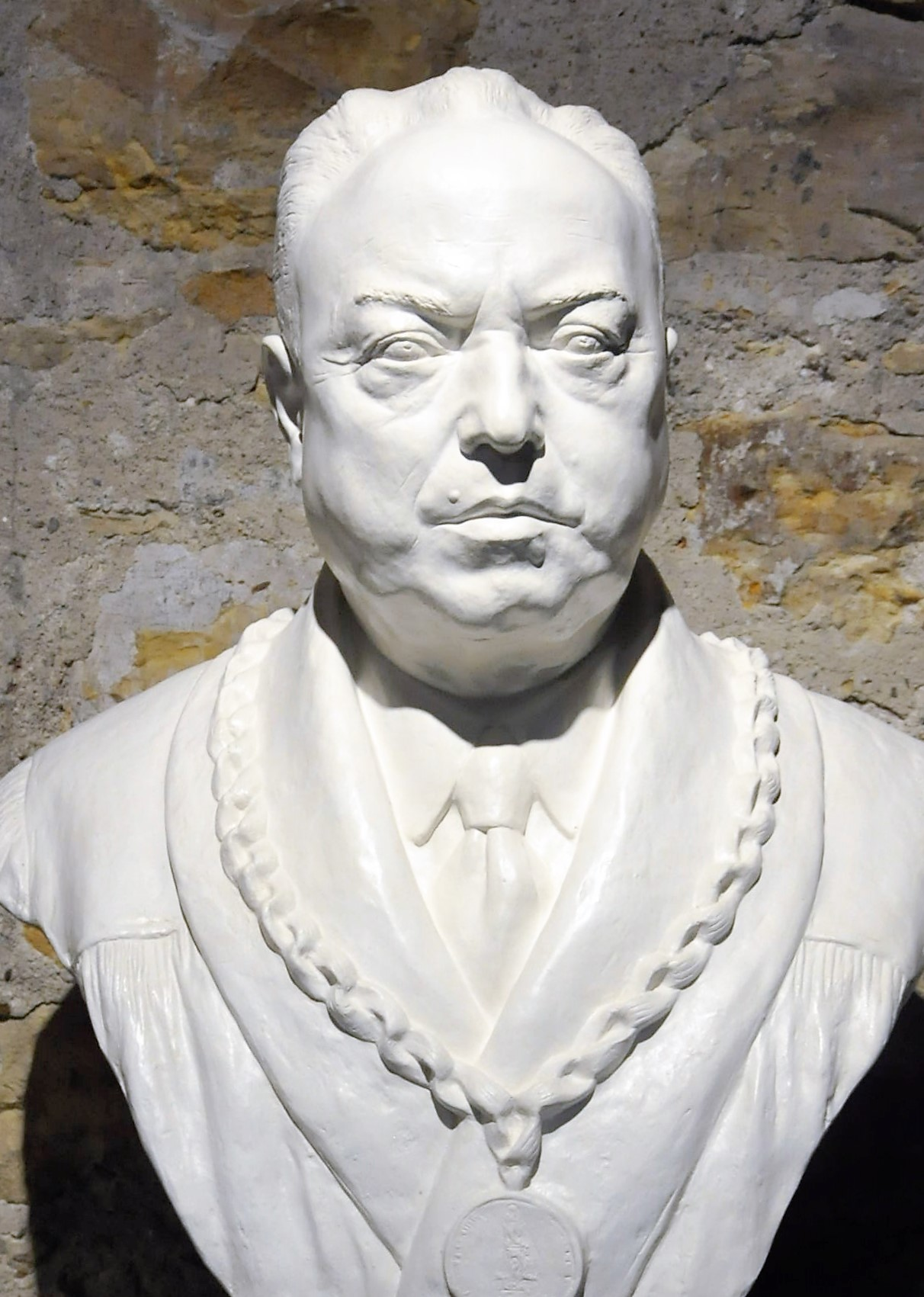
Busta Karla Hermanna-Otavského jako rektora Univerzity Karlovy

- O právní povaze rektapapírů (1892)
- Právo směnečné' (1908, 1919, 1926)
- O autorskoprávní ochraně děl architektonických (1909)
- Rakouské právo autorské (1909, 1914)
- O přípustnosti a mezích exekuce autorskoprávní (1910)
- Reforma našeho práva autorského (1921)
- Soukromé pojišťovací právo československé (1921)
- O obchodech podle čtvrté knihy všeobecného zákona obchodního (1925, 1928, 1930)
- Československé právo směnečné (1926, 1930)
- Všeobecný zákoník obchodní a pozdější normy obchodního práva v zemích historických (1929)
- Jan Heller (1935)
- K dosahu generální doložky: Její význam pro podnikové právo (1937)